# Фигуровский, Иван Владимирович
Иван Владимирович Фигуровский — советский климатолог.
Окончил Варшавский университет, вычислитель Главной физической обсерватории в Санкт-Петербурге (1893—1895), старший наблюдатель Тифлисской обсерватории (с 1895, упом. 1902), помощник директора Иркутской физической обсерватории (упом. 1907), вернулся в Тифлис (1912), профессор Азербайджанского политехнического института в г. Баку (с 1921), профессор сельско-хозяйственного факультета того же института, преобразованного позже в сельско-хозяйственный институт в Кировобаде (с 1924). Ему принадлежат ценные исследования по климатологии Кавказа и его районированию. Он изучал распределение температуры, горно-дашнные ветры, бризы, фёны и т. п. Занимался вопросами выбора мест климатических курортов, участвовал в подготовке и обосновании проекта Мингечаурского гидротехнического комплекса. Ему принадлежат сочинения: Опыт исследования климатов Кавказа. Т.1. СПб., 1912, Т.2. Вып.1; Климатический очерк (бывш.) Ставропольской губернии. Опыт исследования климатов Кавказа. Ставрополь, 1926; Климаты Кавказа. Тифлис, 1919; Климатическое районирование Азербайджана. Ч.1-2. Баку, 1926. Ж.: Надежда Николаевна (упом. 1907—1910).